# Chiapas
Chiapas és un dels 31 estats que constitueixen Mèxic. És al sud-est del país, i limita al nord amb l'estat de Tabasco, al nord-oest amb l'estat de Veracruz i a l'oest amb l'estat d'Oaxaca. Al sud limita amb l'oceà Pacífic i a l'est amb Guatemala. La capital n'és Tuxtla Gutiérrez; altres ciutats importants són: San Cristóbal de las Casas, Comitán i Tapachula. A Chiapas hi ha les ruïnes maies de la zona arqueològica de Palenque, Yaxchilan, Bonampak, Cninkultic i Tonina.

## Història
Al territori de Chiapas es van assentar pobles de cultures avançades des de fa 3 mil·lennis, dels quals els més nombrosos serien els maies. L'entitat com la coneixem en l'actualitat es va configurar al segle xviii dins l'ordre colonial espanyol amb la creació de l'Audiència Reial de Chiapas, que pertanyia a la Capitania General de Guatemala, que era alhora dependent del virregnat de la Nova Espanya. Després de la independència de la Nova Espanya, la Capitania General de Guatemala (que abastava tota l'Amèrica central, llevat de Panamà) va formar part de l'Imperi mexicà. Amb la dissolució d'aquest i l'establiment del sistema republicà, la Capitania va decidir separar-se'n. La població de Chiapas, però, va decidir per referèndum romandre com a part de Mèxic, integrant-se com un estat més dels Estats Units Mexicans. L'estat es va annexar oficialment a Mèxic el 14 de setembre, 1824. El 1840 Chiapas va annexar una regió dels Altos de Guatemala, i el 1842 el Soconusco, ambdues regions de Guatemala.
La Revolució mexicana va trobar una forta resistència a Chiapas. Els terratinents es van unir per protegir el sistema de les hisendes i privilegis de les poques famílies dominants en detriment dels pobles indígenes. Les tropes del constitucionalista Venustiano Carranza van ser repel·lides per l'exèrcit dels latifundistes, conegut com l'exèrcit mapache. En finalitzar la revolució, l'exèrcit constitucionalista va signar un pacte amb els latifundistes i les reformes revolucionàries, al començament, van tenir un impacte molt menor a Chiapas, la qual cosa va repercutir en el desenvolupament econòmic i social de l'estat; Chiapas no va gaudir de les reformes que van permetre el desenvolupament de les comunitats indígenes i de les minories com a la resta del país. Algunes comunitats, el 1994, es van unir a l'aixecament armat de l'Exèrcit Zapatista d'Alliberament Nacional, encara que d'altres han preferit no involucrar-se amb el moviment.

## Política
Chiapas, com la resta dels estats de la federació mexicana, té un govern autònom dividit en tres branques. La branca executiva està conformada en la governació, presidida per un governador i un gabinet. El governador de Chiapas és Pablo Salazar, el primer governador d'oposició a guanyar les eleccions des de la Revolució mexicana. Pablo Salazar va ser el candidat d'una de les coalicions més diverses ideològicament, agrupant vuit partits polítics d'esquerra, centre i dreta. El poder legislatiu és representat pel Congrés de l'estat, conformat per 40 diputats locals provinents de tots els municipis.

## Economia
Chiapas és l'estat més pobre de Mèxic; la majoria de la població és camperola. Les activitats principals de l'estat són les activitats agrícoles, les comercials i el turisme. Els principals productes són el cafè, la mel i el sucre de canya.
El turisme és una de les activitats més importants de l'estat. A l'estat, hi ha importants ruïnes arqueològiques maies com ara Palenque, un dels centres més rellevants de la seva civilització. Altres ciutats de l'estat són importants destinacions per la seva arquitectura colonial, com ara San Cristóbal de las Casas. La diversitat d'ecosistemes també atrau molts ecoturistes; al sud de l'estat hi ha les llacunes de Montebello, un dels parcs nacionals més considerables del país. A les muntanyes de Chiapas, existeixen grans extensions de terreny de boscos i selves, amb plantes i animals exòtics, i el clima és temperat i humit. La part baixa de Chiapas està composta de boscos caducifolis i prades, i el clima és tropical.

## Demografia i llengua
Aproximadament un terç de la població és predominantment indígena. A les comunitats rurals, es parlen diferents dialectes de la llengua maia, com ara el txol, tojolabal, tzelzal, tzotzil, mam i lacandó, de la mateixa família que la llengua maia de Yucatán. També s'hi parla el zoque, una llengua de la família mixe i popoluca, més relacionada amb les llengües dels estats d'Oaxaca i Veracruz.